# Silviano Carrillo Cárdenas
Silviano Carrillo Cárdenas (4 de mayo de 1861, Pátzcuaro, Michoacán-10 de septiembre de 1921) fue un sacerdote y obispo mexicano, quinto obispo de Culiacán y fundador de las Siervas de Jesús Sacramentado.

## Nacimiento
Silviano fue fruto de una familia católica presidida por Don Juan Carrillo Z. y Librada Cárdenas R. Fue bautizado el día siguiente de su nacimiento, en el Santuario de Nuestra Sra. de la Salud con el nombre de José Rafael Mónico Silviano Carrillo Cárdenas Como a los cinco años comenzó a estudiar sus primeras letras en una Escuela Católica.
A los escasos diez años de edad entró al seminario de Zamora, iniciando así sus primeros estudios superiores. En el primer curso obtuvo calificación de excelencia.
En el año de 1872, se trasladaron a Guadalajara. Ahí el joven Silviano pudo continuar sus estudios de preparación para el sacerdocio en el seminario diocesano de Guadalajara.

## Sacerdocio
Recibió la ordenación sacerdotal 26 de diciembre de 1884.
Su primera encomienda dentro de la curia arquidiocesana fue el ser presbítero en Cocula, Jalisco. Ahí trabajó del año 1885 a 1895. Trabajó en favor de los pobres, promoviendo para esto la Asociación de San Vicente de Paúl. Empezó con la construcción del Templo de San Pedro Apóstol.
En 1895 fue nombrado Párroco de Zapotlán, desempeñándose desde julio de 1895 hasta diciembre de 1916.
Reorganizó las escuelas parroquiales. Mejoró la escuela de Niños. Fundó el orfanato Josefino para niñas, construyó un edificio especial para la escuela elemental y superior femenina.
Fundó la Escuela de Artes y Oficios para Jóvenes de escasos recursos, con ello se proponía asegurar el porvenir de muchas familias pobres y alejar de la vagancia a los jóvenes.

## Fundación
El 18 de julio de 1901 ocurrió un sacrilegio a causa de que un ladrón entrara a la iglesia de la Purísima en Zapotlán, robando el copón con las sagradas formas dentro de este. Con fatal desagravio, el padre creó la congregación de las Siervas de Jesús Sacramentado.
El 25 de noviembre de 1904, de manos del Arzobispo de Guadalajara, Mons. José de Jesús Ortiz y Rodríguez, recibían la consagración como Congregación de derecho canónico.

## Obispado
Por disposición de Su Santidad Benedicto XV, fue preconizado como quinto obispo de la diócesis de Sinaloa. Siendo consagrado el 24 de febrero de 1921 en la catedral de Guadalajara (Jalisco).
Falleció a causa de un mal endémico de la costa que contrajo durante su primera visita pastoral el 10 de septiembre de 1921 siendo obispo de Sinaloa.